# Promozione Calabria 1970-1971
Nella stagione 1970-1971 la Promozione era il quinto livello del calcio italiano (il massimo livello regionale). Qui vi sono le statistiche relative al campionato in Calabria.
Il campionato è strutturato in vari gironi all'italiana su base regionale, gestiti dai Comitati Regionali di competenza. Promozioni alla categoria superiore e retrocessioni in quella inferiore non erano sempre omogenee; erano quantificate all'inizio del campionato dal Comitato Regionale secondo le direttive stabilite dalla Lega Nazionale Dilettanti, ma flessibili, in relazione al numero delle società retrocesse dal Campionato Interregionale e perciò, a seconda delle varie situazioni regionali, la fine del campionato poteva avere degli spareggi sia di promozione che di retrocessione.

## Squadre partecipanti
- Bagnarese, Bagnara Calabra (RC)
- Cetraro, Cetraro (CS)
- Cutro, Cutro (KR)
- Gioiese, Gioia Tauro (RC)
- Calcio Juve Siderno, Siderno (RC)
- Locri, Locri (RC)
- Palmese, Palmi (RC)
- Paolana, Paola (CS)
- Polistena, Polistena (RC)

- Pro Pellaro, Pellaro di Reggio Calabria
- Roccella, Roccella Ionica (RC)
- Pol. San Lucido, San Lucido (CS)
- Silana, San Giovanni in Fiore (CS)
- Soverato, Soverato (CZ)
- Trebisacce, Trebisacce (CS)
- Nuova Vibonese, Vibo Valentia

## Classifica finale
|  | Pos. | Squadra           | Pt  | G   | V   | N   | P   | GF  | GS  | DR  |
|  | ---- | ----------------- | --- | --- | --- | --- | --- | --- | --- | --- |
|  | 1.   | Palmese           | 46  | 30  | 20  | 6   | 4   | 52  | 15  | +37 |
|  | 2.   | Gioiese           | 44  | 30  | 18  | 8   | 4   | 54  | 19  | +35 |
|  | 3.   | Locri             | 40  | 30  | 17  | 6   | 7   | 44  | 23  | +21 |
|  | 4.   | Bagnarese         | 40  | 30  | 15  | 10  | 5   | 47  | 20  | +27 |
|  | 5.   | Trebisacce        | 34  | 30  | 11  | 12  | 7   | 34  | 32  | +2  |
|  | 6.   | Roccella          | 34  | 30  | 12  | 10  | 8   | 36  | 34  | +2  |
|  | 7.   | Nuova Vibonese    | 33  | 30  | 13  | 7   | 10  | 42  | 25  | +17 |
|  | 8.   | Soverato          | 33  | 30  | 13  | 7   | 10  | 37  | 30  | +7  |
|  | 9.   | Juve Siderno (-1) | 28  | 30  | 12  | 5   | 13  | 26  | 29  | -3  |
|  | 10.  | Polistena         | 26  | 30  | 11  | 4   | 15  | 37  | 31  | +6  |
|  | 11.  | San Lucido        | 25  | 30  | 9   | 7   | 14  | 25  | 31  | -6  |
|  | 12.  | Silana            | 25  | 30  | 8   | 9   | 13  | 28  | 39  | -11 |
|  | 13.  | Paolana           | 23  | 30  | 6   | 11  | 13  | 21  | 32  | -11 |
|  | 14.  | Pro Pellaro       | 22  | 29  | 8   | 6   | 15  | 27  | 48  | -21 |
|  | 15.  | Cutro             | 13  | 29  | 3   | 7   | 19  | 11  | 48  | -37 |
|  | 16.  | Cetraro (-1)      | 10  | 30  | 4   | 3   | 23  | 21  | 86  | -65 |
|  |      |                   | 476 | 478 | 180 | 118 | 180 | 542 | 542 | 0   |

Legenda:
      Promosso in Serie D 1971-1972
      Retrocesso in Prima Categoria.
Regolamento:
Due punti a vittoria, uno a pareggio, zero a sconfitta.
Pari merito in caso di pari punti.
Note:
Juve Siderno e Cetraro hanno scontato 1 punto di penalizzazione in classifica per una rinuncia.
Pro Pellaro e Cutro una partita in meno.